# Le Guide du zizi sexuel
Le Guide du zizi sexuel (bra: Aparelho Sexual e Cia.) é um livro de quadrinhos francês escrito por Hélène Bruller e ilustrado pelo cartunista suíço Zep, cujo conteúdo está destinado à orientação sexual de alunos entre 11 a 15 anos de idade (na França, seu país de origem, o livro é considerado adequado para crianças entre 9 e 13 anos) e, para tanto, é protagonizado pela personagem da série em quadrinhos franco-belga “Titeuf”, traduzida para mais de 25 países, incluindo a República Popular da China. A obra especificamente foi publicada em dez línguas, vendeu mais de 1,5 milhão de exemplares e foi transformada em uma exposição apresentada por duas vezes na Cité des Sciences et de l’Industrie, na capital francesa Paris.
No Brasil, a obra foi lançada em 2007, pelo selo juvenil da editora Companhia das Letras. A obra passou anos esgotada e sem novas publicações no país até que, após a divulgação da obra feita pelo então deputado Jair Bolsonaro, que promoveu informações falsas a respeito da obra, a editora Companhia das Letras anunciou seu relançamento, ocorrido em setembro de 2018.

## Controvérsias no Brasil
O livro foi o cerne de uma polêmica envolvendo Jair Bolsonaro, então deputado federal, crítico do programa Escola sem Homofobia. Bolsonaro afirmou em programas de televisão que este livro estaria sendo distribuído pelo Ministério da Educação (MEC). Bolsonaro também afirmava que a obra havia constado num suposto "Seminário LGBT infantil", que na verdade era a nona edição do evento anual "Seminário LGBT no Congresso Nacional". O evento ocorrera em maio de 2012 com tema "Infância e Sexualidade" e foi organizado pela Frente Parlamentar Mista Pela Cidadania LGBT, contando com a participação de especialistas em direito, educação, sexualidade, psicologia e cultura. O evento, no entanto, não teve relação direta com o programa Escola sem Homofobia do MEC.
De acordo com a assessoria de imprensa da editora Companhia das Letras, o livro francês “nunca foi comprado pelo MEC, como tampouco fez parte de nenhum suposto 'kit gay'. O Ministério da Cultura [outra pasta] comprou 28 exemplares em 2011, destinados a bibliotecas públicas". Sobre a questão, o MEC se pronunciou por meio da seguinte nota:
| “                                  | O Ministério da Educação (MEC) informa, em nota, que não produziu e nem adquiriu ou distribuiu o livro “Aparelho Sexual e Cia”, que, segundo vídeo que circula em redes sociais, seria inadequado para crianças e jovens brasileiros. O MEC afirma ainda que não há qualquer vinculação entre o ministério e o livro, já que a obra tampouco consta nos programas de distribuição de materiais didáticos levados a cabo pela pasta. O vídeo que circula nas redes sociais sustenta que o governo distribuiu e, assim, estaria “estimulando precocemente as crianças a se interessarem por sexo”. (...) O vídeo que apresenta as obras como sendo do MEC, em nenhum momento, comprova a vinculação do Ministério aos materiais citados, justamente porque essa vinculação não existe. | ” |
| — Ministério da Educação do Brasil | |   |

A polêmica ganhou repercussão internacional e os próprios autores chegaram a se pronunciar a respeito, ao final de uma entrevista, Hélène Bruller declarou que não pretendia processar Jair Bolsonaro pelas informações imprecisas sobre seu livro, pois acredita que ele já seja "perseguido por seus próprios demônios":
| “                | Acredito que, em primeiro lugar, a gente deva parar de confundir "sexualidade" com "falar sobre sexualidade". Falar sobre sexualidade é apenas informar, confortar para mais tarde, para o dia em que essas crianças terão se tornado adultas e estarão prontas para viver sua sexualidade. (...) Cada criança é diferente e eu acredito que as pessoas que as conhecem melhor são seus pais. Meu sonho é que não exista limite de idade impresso nos livros e que os vendedores se acostumem a dizer: Folheie o livro, leia alguns trechos e veja se o seu filho tem a maturidade para consultá-lo. | ” |
| — Hélène Bruller | |   |

Também em entrevista, o quadrinista Zep declarou:
| “     | O político não foi o primeiro conservador a fazer isso, mas fiquei muito surpreso quando vi que esse cavalheiro tinha vários milhões de inscritos. A princípio, sinto-me mais seguro por não ser amado por esse tipo de pessoa. Se ele elogiasse os méritos do meu livro, ficaria muito preocupado! | ” |
| — Zep | |   |

Em 2018, o Tribunal Superior Eleitoral (TSE) se pronunciou, afirmando que o livro nunca esteve associado ao MEC nem nunca fez parte do Programa Brasil sem Homofobia, que sequer chegou a ser executado. Durante as eleições presidenciais daquele ano, o órgão determinou a remoção de vídeos que afirmassem que o livro havia sido distribuído por programas governamentais enquanto Fernando Haddad ocupava o cargo de Ministro da Educação. A representação tinha como alvos Jair Bolsonaro e seus filhos Carlos e Flávio Bolsonaro. Segundo o ministro Carlos Bastide Horbach, os vídeos configuram "a difusão de fato sabidamente inverídico, pelo candidato representado e por seus apoiadores, em diversas postagens efetuadas em redes sociais" o que "gera desinformação no período eleitoral, com prejuízo ao debate político".